# Edvard Karlman
Carl Edvard Karlman, född 13 mars 1876 i Ökna socken, Jönköpings län, Småland, död 5 maj 1948 i Lidingö, var en svensk pastor och missionär inom Svenska kongomissionen, Svenska Missionsförbundets (SMF) missionsfält i Nedre Kongo (Bas-Congo) i dåvarande Fristaten Kongo.

## Biografi
Edvard Karlman var son till jordägaren och fabrikören Carl Peter Johansson (1843–1926) och Kristina Johanna Gustavsdotter (1842–1879). Han hade två äldre syskon - Johan August Karlman (1867–1934) och Kristina Juliana (f. 1872). Han ägnade sig i sin tidigare ungdom åt lantbruk och utbildade sig dessutom i mureri, snickeri och trädgårdsskötsel.
Han genomgick Svenska Missionförbundets (SMF) missionsskola i Stockholm 1897–1901, studerade pedagogik och metodik vid Strängnäs folkskoleseminarium 1905–1906 och bedrev språkstudier vid universitetet i Grenoble 1910 samt i Paris 1923. Han medarbetade vid utgivningen av läroböcker på kikongo och fransk-kikongo och tilldelades den belgiska orden Chevalier de l'Ordre Royal du Lion för sina insatser som lärare och rektor.

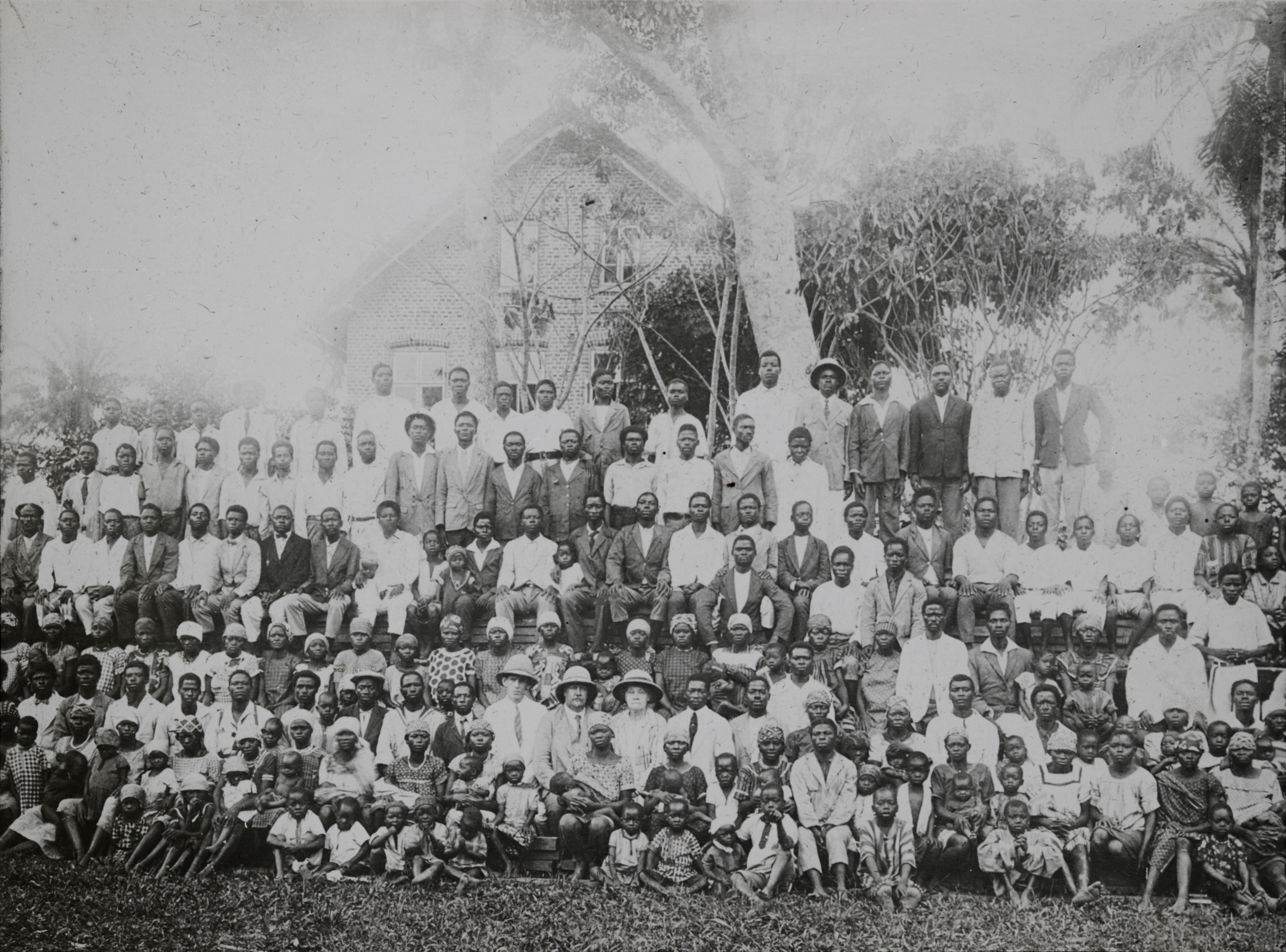
Seminariet, Kingoyi, 1930, ur Etnografiska museets bildarkiv. Sittande i mitten av andra raden syns Josef Öhrneman, Edvard Karlman, Hulda Karlman och Jeremia Kibangu.

Han avskildes till missionär i juni 1901, avreste till Nedre Kongo den 13 augusti samma år och blev stationerad vid Kingoyi missionsstation, på gränsen mellan Belgiska Kongo och Franska Kongo, där han sedan blev föreståndare och var verksam fram till 1934. Han var ordförande i Kongokonferensen och missionsrådet 1907–1934.
Han gifte sig den 20 juni 1906 med missionären Karolina Lovisa Davidsson (1876–1909) och dottern Elsa Viola Granevik föddes 1907 i Belgien. Hustrun dog två år senare, den 3 augusti 1909, vid Mukimbungu missionsstation i Nedre Kongo. Han gifte om sig den 6 juni 1912 med missionären och barnmorskan Hulda Maria Andersson (1875–1941) och bröllopet ägde rum vid Nganda missionsstation i Nedre Kongo. Under 1920 gjorde han en resa i Franska Kongo (nuvarande Kongo-Brazzaville) vilket framgår av flera av de bilder han tog det året.

Svenska Missionsförbundet kom att bygga upp en omfattande samling med föremål, fotografier och även filmer från Kongo. Samlingen har överlämnats till Etnografiska museet i Stockholm, en av de allra största donationerna någonsin till museet. I samlingen finns drygt 130 föremål och drygt 200 fotografier med anknytning till Karlman, även fotografier från Sverige.

Missionärerna Josef Wilhelm Håkanson och Edvard Karlman på Etnografiska museet i Kingoyi.

Niombo (liksvepning), utställd på Etnografiska Missionsutställningen 1907 på Vetenskapsakademien i Stockholm, ur Etnografiska museets bildarkiv. Foto: Axel Valentin Malmström.

Ett av de mest speciella föremålen i samlingen är en niombo (liksvepning i form av människofigur), tillverkad runt 1906 i Kingoyi på beställning av Karlman, som i sin tur agerade på en förfrågan från dåvarande museichefen Erland Nordenskiöld. Den var från början närmare 4 meter hög och ställdes ut på Missionsutställningen 1907 på Vetenskapsakademien i Stockholm, men någon gång mellan 1907 och 1926 gjorde någon på museet om den, kapade torson åtskilliga decimeter, gav den nya ben och “tatueringar” i traditionell Nedre Kongo-stil.
Karlman skapade själv ett etnografiskt museum vid Kingoyi missionsstation, men föremålen finns inte kvar idag. En del försvann när aktivister i en profetrörelse i området tvingade honom att lämna ifrån sig kultföremål som de sedan brände. Andra försvann när kyrkan blev självständig i början av 1960-talet. Att ägna resurser åt att bevara etnografiska föremål var inte en viktig fråga för de nya ledarna.

## Utmärkelser
- Chevalier de l'Ordre Royal du Lion